# Бунтът на Йов
„Бунтът на Йов“ (на унгарски: Jób lázadása) е унгарски филм от 1983 година, драма на режисьорите Имре Дьондьоши и Барна Кабаи по техен сценарий в съавторство с Каталин Петени.
В центъра на сюжета е заможно еврейско селско семейство в навечерието на Холокоста в Унгария, което е загубило поредица от малки деца. Въпреки очакването за предстоящия геноцид то взима в дома си опърничаво християнско дете от сиропиталище с намерението да му предаде наред със своето имущество и възгледите си за света. Главните роли се изпълняват от Ференц Зенте, Хеди Темеши и Габор Фехер.
„Бунтът на Йов“ е номиниран за „Оскар“ за чуждоезичен филм.